# Brad Fuller
Bradley Corwin "Brad" Fuller, född 5 november 1965 i Los Angeles i Kalifornien, är en amerikansk film- och TV-producent. Han är, tillsammans med Andrew Form och Michael Bay, en av grundarna till produktionsbolaget Platinum Dunes, som bland annat har producerat filmerna Ouija och Ouija: Origin of Evil, samt alla fem filmer i The Purge-serien. Han har också haft studier på Wesleyan University i Middletown, Connecticut, där han bland annat var klasskamrat med de två regissörerna Joss Whedon och Miguel Arteta.
Fuller har två söner tillsammans med hustrun Alexandra Fuller, däribland Cameron Fuller (född 1995), som arbetar som skådespelare.

## Filmografi (i urval)

### Filmer
- 2003 – The Texas Chainsaw Massacre
- 2005 – The Amityville Horror
- 2006 – The Texas Chainsaw Massacre: The Beginning
- 2007 – The Hitcher
- 2009 – The Unborn
- 2009 – Friday the 13th
- 2009 – Horsemen of the Apocalypse
- 2010 – A Nightmare on Elm Street
- 2013 – The Purge
- 2014 – The Purge: Anarchy
- 2014 – Teenage Mutant Ninja Turtles
- 2014 – Ouija
- 2015 – Project Almanac
- 2016 – Teenage Mutant Ninja Turtles: Out of the Shadows
- 2016 – The Purge: Election Year
- 2016 – Ouija: Origin of Evil
- 2018 – A Quiet Place
- 2018 – The First Purge
- 2020 – A Quiet Place Part II
- 2021 – The Forever Purge
- 2024 – A Quiet Place: Day One
- 2024 – Apartment 7A

### TV-serier
- 2014 – Black Sails (TV-serie)
- 2014 – The Last Ship (TV-serie)
- 2018 – Tom Clancy's Jack Ryan (TV-serie)
- 2018 – The Purge (TV-serie)